# This Is the Way
"This Is the Way" er en dance-pop-sang af den australske sangerinde Dannii Minogue. Sangen blev skrevet af Eliot Kennedy, Cary Baylis og Michael Ward, og udgivet i september 1993 som den fjerde single fra Minogues anden studiealbum Get Into You (1993). Sangen nåede nummer 32 i Storbritannien og nummer 45 i Australien.

## Musikvideo
Musikvideoen til "This Is the Way" blev filmet i New Jersey og fungerer som en efterfølger til Minogues tidligere single "This Is It".

## Formater og sporliste
Australske kassette og CD / Britisk CD 1
1. "This Is the Way" (7" Edit)
2. "This Is the Way" (12" Version)
3. "This Is the Way" (The Cool 7")
4. "This Is the Way" (Dub Version)

Britisk CD 2
1. "This Is the Way" (7" Edit)
2. "No Secret"
3. "This Is the Way" (5 Boys Mix)
4. "This Is the Way" (Funk Mix)

## Hitlister
| Hitliste (1993)          | Placering |
| ------------------------ | --------- |
| Australien (ARIA Charts) | 45        |
| Storbritannien (OCC)     | 27        |